# آروو تورتیاینن
آروو تورتیاینن (انگلیسی: Arvo Turtiainen; ۱۶ سپتامبر ۱۹۰۴ – ۸ اکتبر ۱۹۸۰) مؤلف (پدیدآور)، روزنامه‌نگار، نویسنده، شاعر، و مترجم اهل فنلاند بود.
وی همچنین برندهٔ جوایزی همچون جایزه اینو لینو شده‌است.